# Ricola
Ricola AG — швейцарський виробник трав’яних цукерок, перлин, пастилок, розчинного чаю та чаю в пакетиках зі штаб-квартирою в Лауфені в кантоні Базель-Ланд та дочірніми компаніями в Італії, Великій Британії, Азії та США. За власною інформацією, компанія експортує продукцію приблизно в 45 країн Європи, Азії та Північної Америки.
Ricola – це сімейний бізнес, який належить родині Ріхтеріхів; Головою ради директорів є Фелікс Ріхтеріх. З листопада 2011 року він також обіймав посаду керуючого директора  поки його не змінив Томас П. Майєр у травні 2019 року.  Відтоді оперативне управління Ricola Group AG було повністю в руках менеджерів, які не належать до родини власників.
З 2014 до кінця 2018 року Єва Ріхтеріх, дочка Альфреда Ріхтеріха, обіймала посаду віце-президента ради директорів Ricola. Прийшовши до керівництва Ricola Group AG, Єва Ріхтеріх залишила раду директорів наприкінці 2018 року. Наприкінці 2020 року Єва Ріхтеріх пішла з управління групою та присвятила себе стратегічній ролі члена правління Ricola Familienholding AG.  Після кількох років операційного управління Рафаель Ріхтеріх, син Фелікса Ріхтеріха та представник четвертого покоління сім’ї, був обраний до ради директорів Ricola Group AG у 2018 році, де він обійняв посаду віце-голови у 2019 році. 
Рікола є членом швейцарської спільноти чаю, спецій і супутніх товарів (IGTG).

## Історія
У 1930 році пекар Еміль Ріхтеріх заснував кондитерську фабрику Richterich & Compagnie (Richterich & Co., Laufen) у своєму рідному місті Лауфен, що поблизу Базеля. Разом зі своїми співробітниками він згодом розробив цукерки, які продавав у регіоні.
Еміль Ріхтеріх інтенсивно цікавився цілющою силою трав і в 1940 році вперше змішав рецепт із 13 трав, який використовується й досі. Донині унікальна суміш залишається незмінною основою для продукції Ricola. 
У 1960 році Ricola почала експортувати цукерки за кордон. Завдяки постійному успіху компанія інвестувала в повністю автоматизовану виробничу систему, яка була запущена в експлуатацію в 1967 році. З 1970 року Ricola розширилася до Японії, Гонконгу, Сінгапуру та США. У 1985 році компанія почала працювати зі швейцарськими фермерами, щоб вирощувати трави природним шляхом відповідно до стандартів Bio Suisse. 
У 2006 році компанія ввела в експлуатацію сучасну кондитерську фабрику в Лауфені, а в 2014 році в цьому ж місці було введено в експлуатацію нову виробничу будівлю «Herbal Center». Він зроблений з глини і є найбільшим глиняним будинком у Європі. Конструкцію розробив австрійський кераміст і піонер земляного будівництва Мартін Раух, архітекторами були Herzog & de Meuron.
У 2022 році компанія відкрила перший магазин Ricola в Парижі, де також можна створювати власні солодощі.  У березні 2023 року в Лауфені  з’явився «Experience Shop», перший власний магазин в Швейцарії. У 2023 році Ricola та IP-Suisse у присутності Schweizer Zucker AG уклали довгострокове партнерство з метою виключення використання фунгіцидів та інсектицидів при вирощуванні цукрових буряків.
У грудні 2023 року Ricola отримала сертифікат B Corporation.  Це відображає давню прихильність Ricola до захисту навколишнього середовища та соціальної відповідальності, що відповідає цінностям сімейного бізнесу. Будучи корпорацією B, Ricola довела, що відповідає високим стандартам некомерційної організації B Lab щодо соціального та екологічного впливу, юридичних зобов’язань щодо відповідальної корпоративної практики та публічної прозорості.
Назва компанії Ricola є акронімом і походить від перших двох літер прізвища засновника, слова Compagnie та перших двох літер місцезнаходження (Richterich Compagnie Laufen).

## Продукти

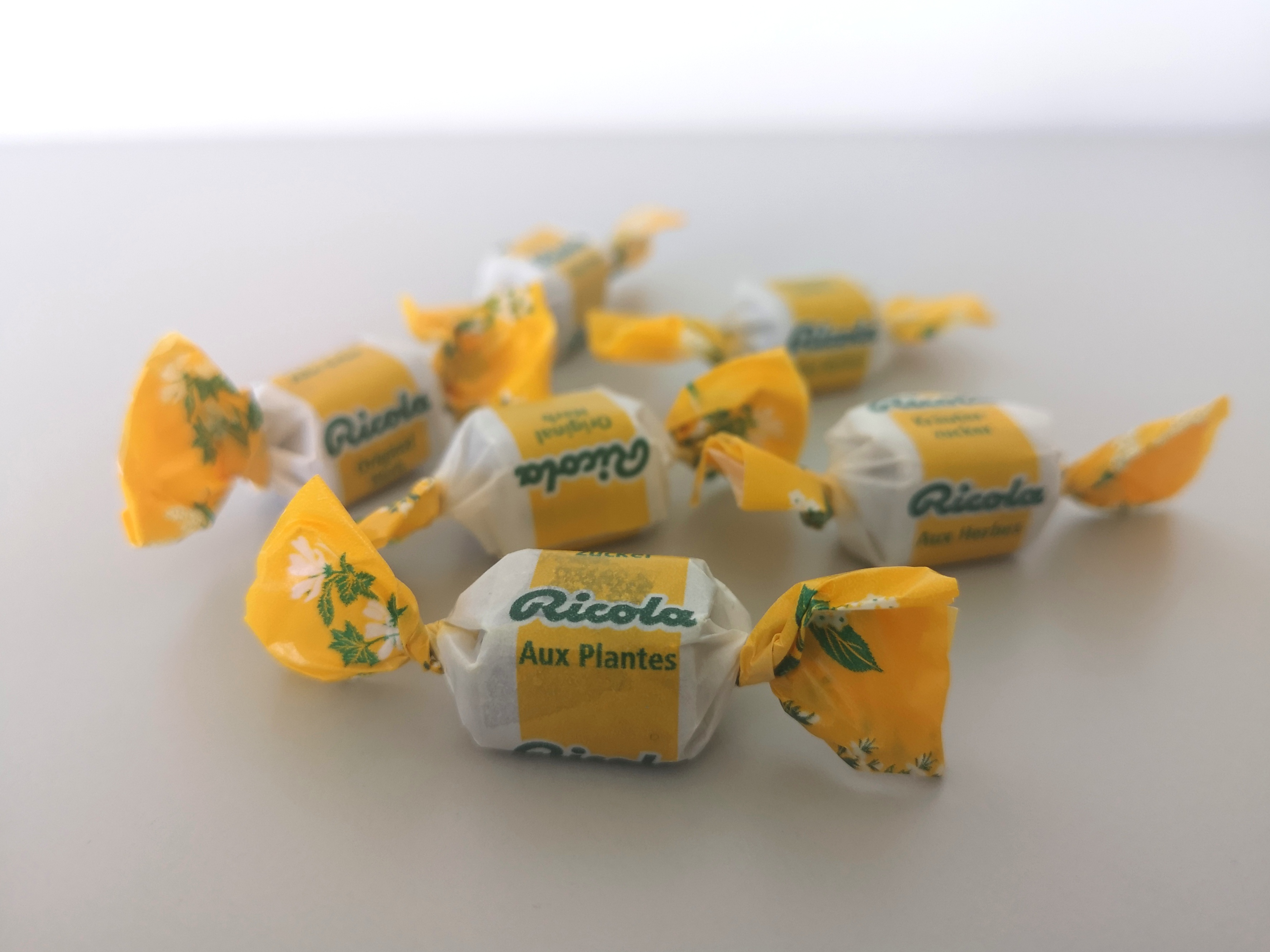
Трав'яні льодяники Ricola Original

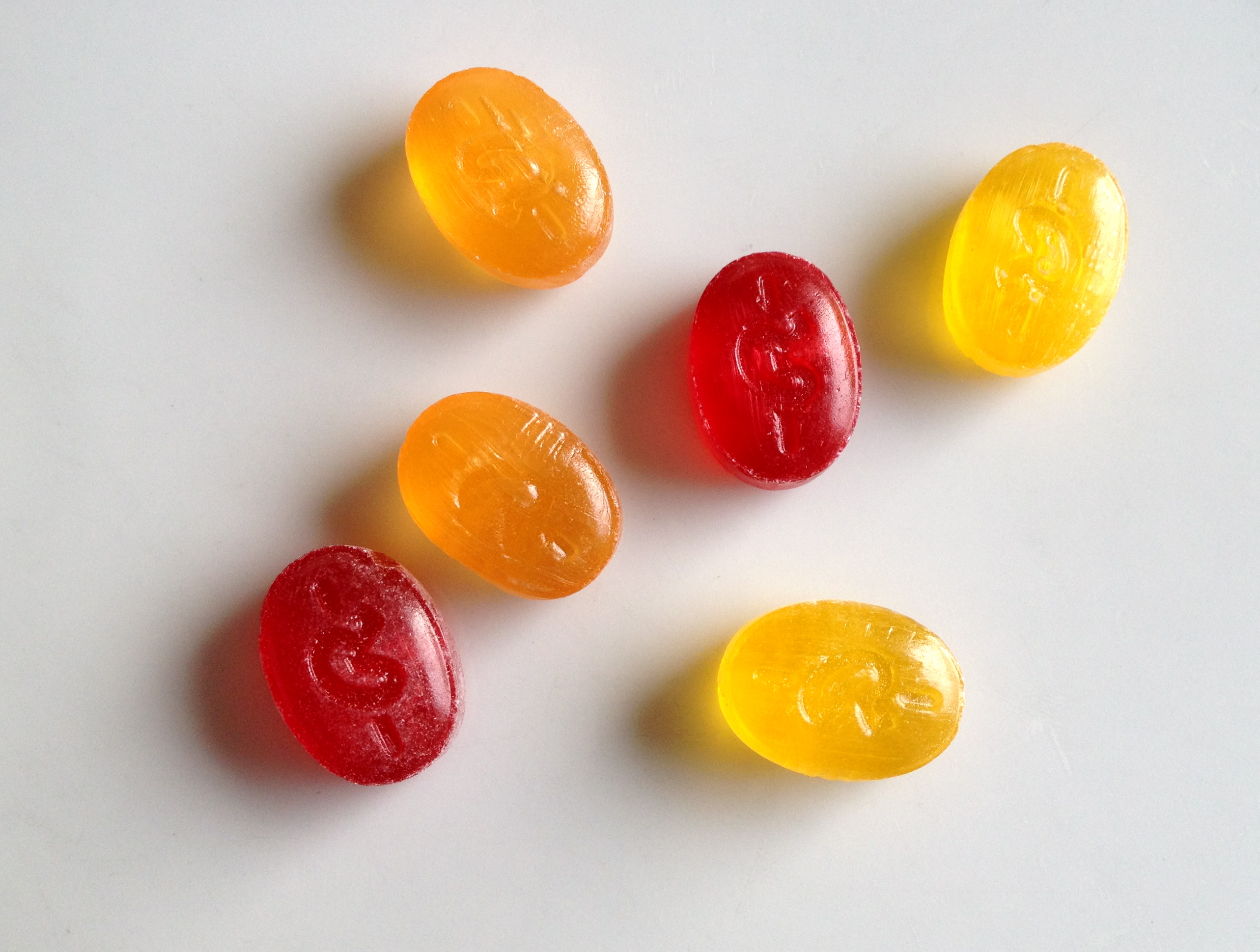
Льодяники Рікола

Протягом десятиліть основою асортименту продукції були швейцарські трав’яні льодяники: цукерки із сумішшю тринадцяти трав, які, як кажуть, мають заспокійливу дію при захриплості, болі в горлі та кашлі.
Використовуються шавлія, подорожник звичайний, м’яту перцеву, чебрець, деревій, вероніка, бузину, калачики, шандра, брусницю, приворотень звичайний, бедринець .
Компанія пропонує понад 60 видів трав’яних льодяників, доповнених ефірними оліями, натуральними ароматизаторами або вітаміном С. Вся продукція Ricola виробляється в Лауфені, де Ricola виробляє 7 мільярдів цукерок на рік.  Варіанти, доступні в Швейцарії, включають Herb Original, меліса лимонна, медові трави, апельсинова м’ятя, трав’яна карамель, медова шавлія, ехінацея, лимон з медом, журавлина, ягідний мікс, шавлія, квіти бузини, льодовикова м’ята, евкаліпт і гірська м’ята.  Також доступні версії без цукру. З початку 2022 року всі вони були підсолоджені глікозидами стевіолу з рослини стевія.  Продукти Ricola також не містять глютену, є халяльними та кошерними. Асортимент продукції підбирається індивідуально для кожного ринку. Наприклад, цукерки з начинкою також доступні в Німеччині та Північній Америці. В основі всієї продукції Ricola лежить суміш 13 трав. 

### Чай
Крім того, Ricola вже близько 40 років продає розчинний чай, зі смаками квітів бузини, меліси та  трав’яного чаю. Чай у пакетиках був представлений у 2007 році.

### Вирощування трав
Використовувані трави вирощуються виключно згідно з органічними рекомендаціями в гірських регіонах Швейцарії (Вале, Емменталь, Пушлав, Юра, Центральна Швейцарія та Тічино ). При вирощуванні трав не використовуються гербіциди та пестициди. Понад 100 автономних ферм мають контракти з Ricola. Вони вирощують трави для продукції Ricola на площі, яка еквівалентна 124 футбольним полям. 

## Різне

### Сади трав Рікола
Ricola має виставкові сади в Ненцлінгені, на Трогбергу, у Кандерштегу, Церматті та Понтрезіні. Трав'яні сади відкриті для відвідування.  З травня по вересень ви можете ознайомитися з 13 травами Ricola та дізнатися цікаві факти про вирощування цих трав. 

### Стежка пригод Рікола Ароза
У співпраці з Arosa Tourism у 2021 році Ricola відкрила пригодницький маршрут Ricola в Арози. На шляху протяжністю в три кілометри  надається цікава інформацію про бджіл, трави та виробництво цукерок на десятках інтерактивних станцій. 

### Позов про обман споживача
У США з 2019 року Ricola висувають звинувачення в обмані споживачів. Упаковка створює враження, що швейцарські трави знімуть біль у горлі, але ментол є єдиним інгредієнтом із таким ефектом. Кілька позивачів вимагали відшкодування 5 мільйонів доларів. Рікола заперечувала, що «всі правила завжди правильно дотримувалися». Позови були відхилені у 2024 році.  

### Караоке гондоли
У грудні 2023 року Ricola представила дві караоке- гондоли для зимового сезону на швейцарському гондольному підйомнику Гріндельвальд-Меннліхен. У гондолах вміщувалось вісім осіб, і на вибір було 36 пісень. 

## Реклама
У 1980 році був представлений джингл для Ricola, який використовується досі. 
З 2013 року Ricola рекламує на міжнародному рівні під швейцарсько-німецьким слоганом «Chrüterchraft» (сила трав). «Chrüterchraft — це швейцарське слово, що означає трави, ефект і насолоду. Усі цінності Ricola містяться в цьому одному слові: чарівна трав’яна суміш, а також швейцарське походження, благотворний вплив і гарний смак наших продуктів», – сказав Фелікс Ріхтеріх, генеральний директор і голова ради директорів Ricola., на "Blick.ch". 
Потім Рікола запустив кампанію «Бажаю вам добра», яка тривала з 2018 року.  Восени 2021 року її замінила нова рекламна кампанія «Nimm einfach Ricola» (Просто візьми Ricola), яка відтоді транслювалася по всій Європі. «За допомогою нової рекламної кампанії ми хотіли зосередитися на тому, що таке Ricola: природні альпійські трави, швейцарське походження нашої компанії та баланс між задоволенням і функціональністю продуктів. Це наріжні камені успіху Ricola, і ми продовжуватимемо розвивати їх у майбутньому. І як ясно показує наш рекламний ролик, дрібка гумору також відіграє важливу роль у Ricola», — сказав Томас П. Майєр, генеральний директор Ricola, Werbewoche.  У рамках цієї рекламної кампанії також було переглянуто упаковку та логотип. 

## Нагороди
- «Найбільш надійний бренд» 2008–2015 у виборі читачів Reader’s Digest [27]
- « SwissAward 2010» Фелікс Ріхтеріх (голова правління) отримав нагороду в економічній категорії
- Приз глядацьких симпатій на Swiss Packaging Awards (2008) [27]
- «Кращий бренд 2008» за версією харчового журналу [27]
- Нагорода «Superior Taste Award 2008» від Міжнародного інституту смаку та якості (iTQi) у Брюсселі, Бельгія
- «Приз EFFIE » (золота медаль) у Німеччині 2000 р. за кампанію Ricola Фінляндія / Австралія [28]
- 1 місце в «Brand Reputation Study 2021»

## Виробничі приміщення

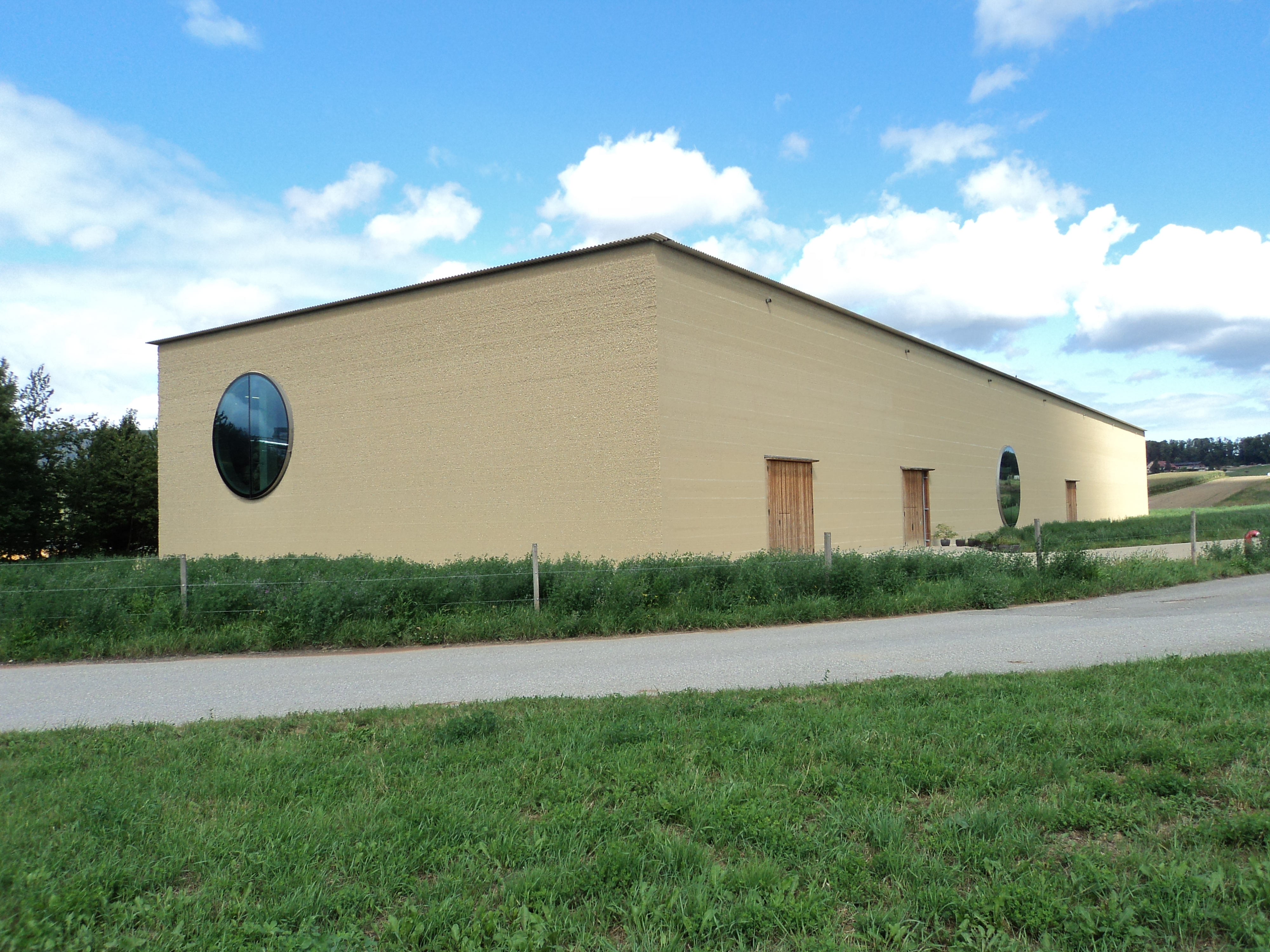
Ricola Center розташований у Лауфені (Wahlenstrasse 117), одній з найважливіших будівель у будівлі. Розроблено Herzog & de Meuron.
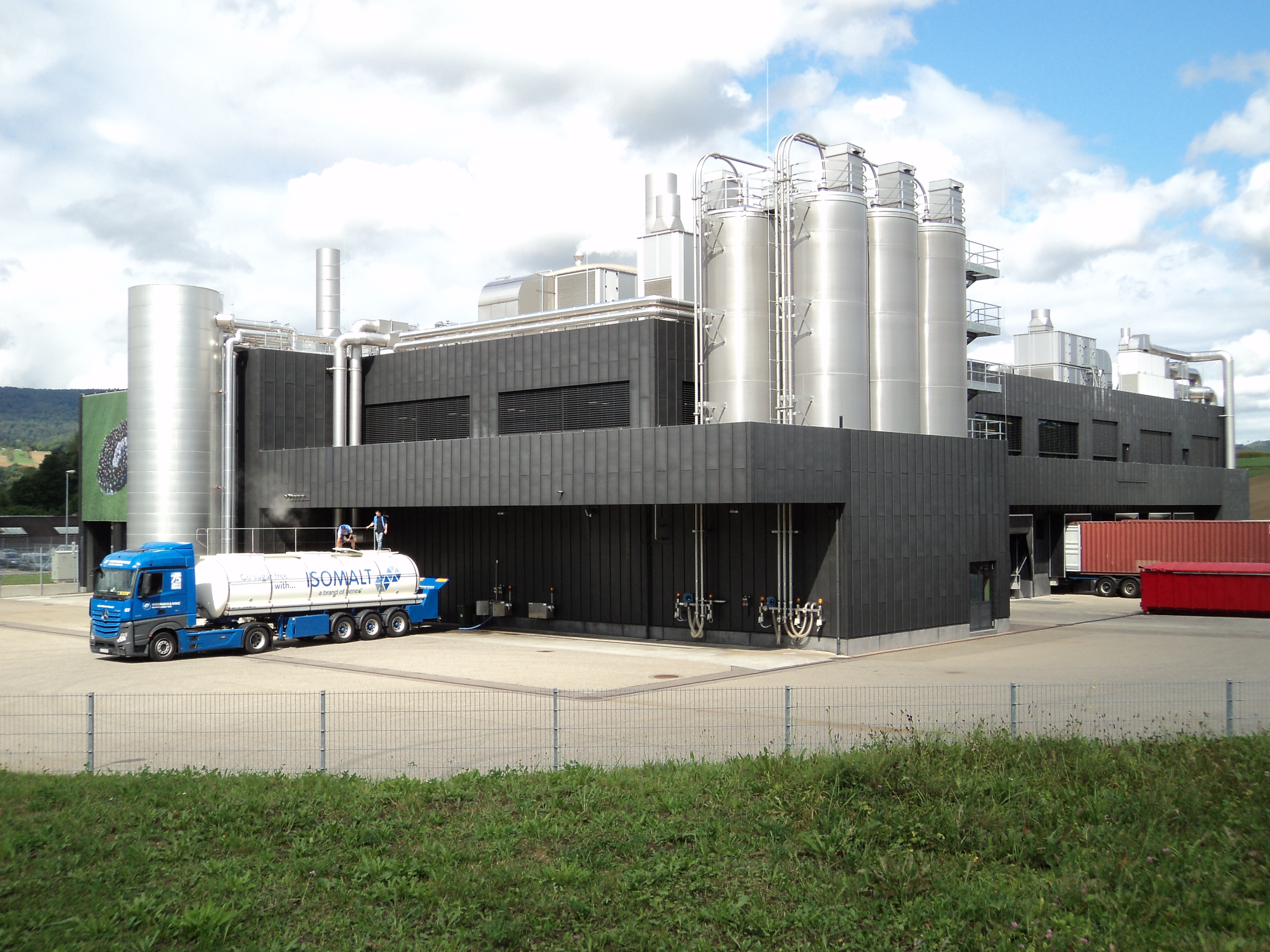
Завод в Лауфені (Wahlenstrasse 103)

## Веб-посилання
- Міжнародний сайт Ricola AG
- Marco Lauer: Успішний швейцарський продукт Ricola: «Без трав ми були б нічим». дзеркало онлайн, 25. жовтень 2009 р .; доступ 2. Травень 2022.

## Індивідуальні докази
1. ↑  Ricola-Geschäftsleiter Adrian Kohler gestorben. In: Basler Zeitung vom 25. November 2011
2. ↑  moneycab (22 травня 2019). Ricola steigert Umsatz und stellt sich für die Zukunft neu auf. Moneycab (de-CH) . Процитовано 11 вересня 2024.
3. ↑  Neues Modell der Unternehmensführung bei Ricola. presseportal.ch (нім.). 17 грудня 2020. Процитовано 11 вересня 2024.
4. ↑  Der Schweizer Bauer: Neuer Chef für Ricola
5. ↑  Ricola Geschichte (Німецька) .
6. ↑  Produktionsneubau Ricola AG Laufen – TECTONEWS
7. ↑  Ricola eröffnet neues Kräuterzentrum - bauernzeitung.ch | BauernZeitung
8. ↑  Bernerzeitung, 28. Juni 2014.
9. ↑  Wer hats erfunden? Ausgerechnet Franzosen eröffnen einen Ricola-Shop! (blick.ch)
10. ↑  Ricola ordert 2500 Hektaren IP-Suisse-Zucker. www.schweizerbauer.ch (нім.). 7 вересня 2023. Процитовано 12 вересня 2024.
11. ↑  Ricola Group AG - Certified B Corporation - B Lab Global
12. ↑  Diese Markennamen haben es in sich | Südostschweiz (suedostschweiz.ch)
13. 1 2  Ricola Herstellung (Німецька) .
14. ↑  Kräuterbonbons: Wohltuend für Hals und Atem | Ricola
15. ↑  Ricola Group AG: Ricola: Ein starkes 2. Halbjahr nach herausforderndem Start ins 2021 (nachrichten-heute.net)
16. ↑  Genussvolle Kombination: Tradition mit Fortschritt - Promarca
17. ↑  Ricola Kräuterschaugarten.
18. ↑  Auf den Spuren der Heilkräuter im Berner Oberland (nau.ch)
19. ↑  Ricola-Erlebnisweg in Arosa eröffnet - htr.ch
20. ↑  Das kann teuer werden: Ricola wegen falscher Versprechen vor Gericht (blick.ch)
21. ↑  Ricola Shakes Off Consumer Suit Over Echinacea Throat Drops (bloomberglaw.com)
22. ↑  Ricola lanciert die erste Karaoke-Gondel der Welt | Ricola Group AG, 11.12.2023 (ots.at)
23. ↑  Tagesanzeiger, 15. Oktober 2013.
24. ↑  «Wish you well»: Ricola verabschiedet sich endgültig von «Chrüterchraft» - m&k (markt-kom.com)
25. ↑  Ricola: Neue Kampagne und neuer Claim «Nimm einfach Ricola» - m&k (markt-kom.com)
26. ↑  Rriiiicola: Neues Logo und Packungsdesign | W&V (wuv.de)
27. 1 2 3  Vom Familienbetrieb zur Weltmarke: Ricola gehört zu den 20 stärksten Schweizer Brands. (archive.org)
28. ↑  Ricola, die Migros und der TCS sind die stärksten Marken der Schweiz | Handelszeitung